# Cupes eckfeldense
Cupes eckfeldense is een keversoort uit de familie Cupedidae. De wetenschappelijke naam van de soort is voor het eerst geldig gepubliceerd in 1993 door Troester.